# Eric Fehrnstrom
Eric P. Fehrnstrom (* 26. August 1961 in Boston, Massachusetts) ist ein US-amerikanischer politischer Berater und Wahlkampffunktionär. Er wurde vor allem bekannt als Kommunikationsdirektor diverser Wahlkampagnen des republikanischen Politikers Mitt Romney, zu dessen engsten Vertrauten und Beratern er gerechnet wird.

## Leben und Tätigkeit

### Ausbildung und Tätigkeit als Journalist
Nach dem Schulbesuch studierte Fehrnstrom an der Boston University, die er 1984 mit einem Abschluss im Fach Journalismus verließ. Von 1983 bis 1985 arbeitete er als Reporter für die Zeitung Waltham News Tribune. Anschließend war er von 1985 bis 1994 für die zum Medienimperium von Rupert Murdoch gehörende Tageszeitung Boston Herald tätig, für die er die Aufgabe des Berichterstatters aus dem Repräsentantenhaus von Massachusetts übernahm (State House Reporter). 
Während seiner Zeit beim Boston Herald machte Fehrnstrom sich einen Namen wegen seines brutalen journalistischen Stils, der im Wesentlichen darauf abzielte, Politiker der Demokratischen Partei als seine politischen Gegner vor der Öffentlichkeit „zu zerlegen“. Während des Präsidentschaftswahlkampfs von 1988 lancierte Fehrnstrom beispielsweise zahlreiche kompromittierende Artikel über den Gouverneur von Massachusetts und demokratischen Präsidentschaftskandidaten Michael Dukakis. Und 1989 reiste er Dukakis’ Vizegouverneurin Evelyn Murphy nach Florida, wo diese ihren Urlaub verbrachte, nach, um sie in unvorteilhafter Kleidung beim Joggen zu fotografieren. Die unschmeichelhaften Fotos trugen mit dazu bei, ihre Aussichten, als Nachfolgerin Dukakis’ gewählt zu werden, zu ruinieren. Fehrnstrom selbst verglich seine Tätigkeit als Journalist mit der eines Jägers, der „Enten abschießt“.

### Tätigkeit als politischer Funktionär von 1994 bis 2002
1994 wurde Fehrnstrom als Assistant Treasurer als Mitarbeiter des Finanzministers (Treasurer) von Massachusetts Joe Malone, in die Staatsregierung von Massachusetts aufgenommen. Diese Funktion bekleidete er mindestens bis 1998.
Als Malone sich um die republikanische Nominierung als Gouverneur von Massachusetts bewarb, nahm er Fehrnstrom in sein Wahlkampfteam auf, in dem diesem vor allem die Aufgabe zufiel, dessen wichtigsten Mitbewerber Paul Cellucci politisch unter Beschuss zu nehmen, indem er unvorteilhafte Aspekte aus Celluccis politischer Karriere und aus seinem Privatleben in den Fokus der Öffentlichkeit zerrte, so Celluccis angebliche Glücksspielschulden und vermeintliche ethische Fehltritte. Nachdem Cellucci sich dennoch gegen Malone durchsetzen konnte, war Fehrnstrom in republikanischen Politkreisen in Massachusetts zunächst eine Weile außen vor. Stattdessen arbeitete er einige Jahre als Senior Vice President für die Beratungsfirma Hill Holiday.

### Tätigkeit für Mitt Romney und andere Republikaner seit 2002
In den 1990er Jahren kam Fehrnstrom mit Mitt Romney in Kontakt. Spätestens seit dessen Kandidatur für das Amt des Gouverneurs von Massachusetts im Jahr 2002 gehört Fehrnstrom zu Romneys ständigen politischen Mitarbeitern. Presseberichten zufolge ist er einer von dessen engsten persönlichen Vertrauten und Beratern in politischen Dingen sowie einer der führenden Strategen seiner Wahlkämpfe: Romneys Berater Kevin Maddon äußerte Reportern gegenüber, dass Fehrnstrom, einen derart engen Draht zu Romney habe, dass er sich gewissermaßen „in dessen Gehirn“ eingenistet habe. Ein anderer Romney-Vertrauter beschrieb Fehrnstroms Rolle in Romneys innerem Zirkel mit den Worten: „Eric hat einen festeren Platz an Romneys Tisch als irgendjemand sonst, dessen Nachname nicht Romney lautet.“ Umgekehrt gilt Fehrnstrom als bedingungslos treuer und ergebener Anhänger Romneys, der es intern sogar als Ehre bezeichnet haben soll, für Romney arbeiten zu dürfen. Reporter haben Fehrnstroms Stellung in Romneys Team mit der von George W. Bushs Faktotum Karl Rove verglichen und ihn als Romneys „Mann fürs Grobe“ charakterisiert, der mit rabiaten Taktiken Romneys politische Widersacher aus dem Weg kegelt. Aufgrund dieser Aufgabe, den eher milden Romney mit den harten Bandagen für den politischen Wettstreit auszustatten, ist Fehrnstrom auch als „Romneys Rückgrat“ und „Romneys Eier“ beschrieben worden. Berüchtigt ist er auch dafür, Reporter, die seinem Kandidaten zu nahe kommen oder unbequeme Fragen stellen, notfalls mit Körpereinsatz abzudrängen.
Bei Romneys Wahlkampf im Jahr 2002 fungierte Fehrnstrom als Kommunikationsdirektor und öffentlicher Sprecher des Wahlkampfteams. Nach Romneys Wahl wurde er mit der eigens für ihn geschaffenen Stelle eines Director of Communications mit denselben Aufgaben wie im Wahlkampf in die von Romney geführte Regierung des Bundesstaates geholt. Mit einem Salär von 150.000 Dollar erhielt er die damals höchste Besoldung eines Stabsangehörigen. Während Romneys Gouverneurszeit erwarb Fehrnstrom sich den Ruf der ständige Schatten Romneys zu sein, so soll Romney beispielsweise Interviews mit Pressevertretern ohne Fehrnstroms Anwesenheit verweigert haben („I can't talk to you without Eric here.“).
Bei Romney Bewerbungen um die Präsidentschaftskandidatur der Republikanischen Partei in den Jahren 2007/2008 und 2011/2012 fungierte Fehrnstrom erneut als Kommunikationsdirektor und Sprecher Romneys.
Außer für Romney hat Fehrnstrom während des Wahlzyklus von 2008 bis 2012 auch für andere republikanische Politiker gearbeitet: 2009 managte er den Wahlkampf von Scott Brown um den Senatssitz des verstorbenen Ted Kennedy, dessen leitender Politstratege er seither geblieben ist.

### Tätigkeit im Präsidentschaftswahlkampf 2011/2012
Anlässlich des Wahlkampfes um die republikanische Präsidentschaftssnominierung 2011/2012 holte Romney Fehrnstrom erneut in sein Team, in dem er neben dem Wahlkampfmanager Matt Rhoades und dem Chef der Wahlwerbung Stuart Stevens als der wichtigste Mann gilt.
Fehrnstrom gilt als Designer von zahlreichen Aspekten von Romneys Wahlkampf, so der Entscheidung sich beharrlich über seinen mormonischen Glauben auszuschweigen und diesbezügliche Fragen einfach zu ignorieren.
Größeres öffentliches Aufsehen erregte Fehrnstrom im März 2012 mit einer Äußerung, die er in einem Interview mit dem Nachrichtensender CNN über die Wahlkampfstrategie, die dem Romney-Team im Wettkampf mit den Demokraten in der regulären Präsidentschaftswahl, im Gegensatz zu ihrer Strategie im parteiinternen Vorwahlkampf um die Nominierung als Kandidatur der Republikaner, vorschwebte, abgab. Auf die Frage, ob Romney die US-Präsidentschaft – zu deren Erringung es einer alten politischen Faustregel in den USA zufolge notwendig ist, insbesondere die politisch ungebundenen Wähler der Mitte anzusprechen, die moderate Kandidaten bevorzugen und denen radikale Standpunkte und Töne, wie sie großen Teilen der Parteibasis der beiden großen US-Parteien gefallen, unsympathisch sind – noch gewinnen könne, nachdem er im Kampf um die republikanische Präsidentschaftskandidatur in seinen Positionen massiv nach rechts gerückt sei, um sich die Unterstützung der über den republikanischen Kandidaten entscheidenden erzkonservativen Parteibasis der Republikaner zu sichern, erklärte Fehrnstrom, dass dieses ein komplett neues Rennen sei, dass man mit deutlich anderen Positionen führen werde, als den Vorwahlkampf:
„Für den Wahlkampf gegen Obama drücken wir auf den Reset-Knopf. Alles ist wieder auf null, fast wie bei einer Zaubertafel. Du schüttelst sie kurz und fängst einfach wieder neu an.“
Romneys Konkurrenten um die republikanische Präsidentschaftsnominierung, wie Rick Santorum und Newt Gingrich, sowie zahlreiche Medienvertreter werteten dieses Statement als Beleg dafür, dass Romney ein Mann ohne eigene politische Überzeugungen und insbesondere in Wahrheit nicht der überzeugte Konservative sei, als er sich der republikanischen Parteibasis im Vorwahlkampf präsentiert hatte. Viel mehr sei er ein gesinnungsleerer politischer Opportunist, der stets die Position beziehe, die ihm kurzfristig für sein persönliches Fortkommen am vorteilhaftesten erscheine. Spekulationen in einigen Medien, das Fehrnstrom aufgrund der durch seine Äußerungen erfolgten Bloßstellung Romneys und Beschädigung der Wahlkampfanstrengungen seines Kandidaten entlassen werden würde, bewahrheiteten sich indessen nicht. In Teilen der US-Presse und bei seinen politischen Gegnern blieb allerdings der für Romney unschmeichelhafte Spitzname haften, dieser sei ein „Etch-a-Sketch-Kandidat“, der sich an den amerikanischen Namen der Kinderzaubertafeln anlehnt, deren Inhalte sich durch Schütteln oder das Zurückschieben eines Ziehers sofort entfernen lassen, so dass man sie neu beschreiben kann.
Nachdem Romney sich im April 2012 de facto als Bewerber der Republikanischen Partei durchsetzen konnte, figuriert Fehrnstrom als Kommunikationsdirektor des Wahlkampfteams des faktischen republikanischen Präsidentschaftsbewerbers.
Fehrnstrom ist verheiratet und Vater von zwei Kindern.